# Pablo Prigioni
Pablo Prigioni (Córdova, 17 de maio de 1977) é um ex-jogador argentino de basquete profissional, atualmente atuando como assistente técnico do Minnesota Timberwolves da National Basketball Association (NBA).
Ele jogou na posição de armador e foi membro da Seleção Argentina que conquistou a medalha de bronze nos Jogos Olímpicos de 2008. Prigioni é o novato mais velho da história da NBA, fazendo sua estreia com o New York Knicks aos 35 anos. Ele jogou quatro temporadas na NBA pelos Knicks, Houston Rockets e Los Angeles Clippers.

## Carreira profissional

### Argentina (1995–1999)
Prigioni começou sua carreira profissional no Ramallo da Liga Nacional de Básquet durante a temporada de 1995-96. Ele mudou-se para o Belgrano San Nicolás em 1996, jogando com eles até 1998.
Prigioni foi transferido para o Obras Sanitarias em 1998 e jogou no clube até 1999.

### Espanha (1999–2012)
Em 1999, Prigioni mudou-se para o Fuenlabrada, onde permaneceu até 2001. Após isso, Prigioni ingressou no Lucentum Alicante, onde jogou até 2003.
Em 2003, Prigioni juntou-se ao Baskonia da EuroLeague. Com o clube, ele conquistou vários títulos, entre os quais: 3 Copa do Rei (2004, 2006 e 2009), 4 Supertaças da Espanha (2005, 2006, 2007 e 2008) e a Liga ACB em 2008.
Em 2009, Prigioni ingressou no Real Madrid.
Em agosto de 2011, ele retornou ao Baskonia, assinando um contrato de um ano.

### New York Knicks (2012–2015)
Em 24 de julho de 2012, Prigioni assinou um contrato de um ano e US$473 mil com o New York Knicks. Aos 35 anos, ele se tornou o novato mais velho da história da NBA. 
Ele se tornou o armador titular da equipe nos últimos dois meses da temporada de 2012-13 e nos playoffs.
Em 10 de julho de 2013, Prigioni assinou um contrato de 3 anos e US$5 milhões com os Knicks.

### Houston Rockets (2015)
Em 19 de fevereiro de 2015, Prigioni foi negociado com o Houston Rockets em troca de Alexey Shved e duas escolhas de segunda rodada de 2017 e 2019.

### Los Angeles Clippers (2015–2016)
Em 20 de julho de 2015, os Rockets trocou Prigioni, junto com Joey Dorsey, Nick Johnson, Kostas Papanikolaou e uma escolha de primeira rodada de 2016, para o Denver Nuggets em troca de Ty Lawson e uma escolha de segunda rodada de 2017. Prigioni foi imediatamente dispensado pelo Denver.
Em 3 de agosto de 2015, Prigioni assinou um contrato de 1 ano e US$981 mil com o Los Angeles Clippers. Em 13 de janeiro de 2016, ele teve oito roubos de bola contra o Miami Heat, que foi um a menos do recorde da franquia, detido por seu treinador, Doc Rivers. Em 8 de abril de 2016, ele registrou 13 pontos, sete rebotes e sete assistências em uma vitória por 102-99 na prorrogação sobre o Utah Jazz.
Em 29 de julho de 2016, Prigioni assinou um contrato de 2 anos e US$2.2 milhões com o Houston Rockets, retornando à franquia para uma segunda passagem. No entanto, ele foi dispensado pelos Rockets em 24 de outubro de 2016, depois de jogar em cinco jogos de pré-temporada.

### Terceira passagem pelo Baskonia (2016–2017)
Em 5 de dezembro de 2016, Prigioni retornou ao Baskonia, assinando pelo resto da temporada. Ele se aposentou oficialmente de sua carreira de jogador de basquete profissional em 9 de janeiro de 2017.
Durante sua carreira profissional, Prigioni jogou em 10 temporadas da EuroLeague, nas quais teve médias de 6,1 pontos, 4,3 assistências, 2,5 rebotes e 1,7 roubadas de bola, e em quatro temporadas da NBA, nas quais teve médias de 3,5 pontos, 2,8 assistências, 1,9 rebotes e 1,0 roubadas de bola.

## Carreira de treinador

### Baskonia (2017)
Em 16 de junho de 2017, Prigioni começou sua carreira de treinador no Baskonia. No entanto, em 26 de outubro, Prigioni deixou o cargo de treinador depois de ter um início de 0-3 na EuroLeague e um início de 2-3 na Liga ACB.

### Brooklyn Nets (2018–2019)
Em 24 de abril de 2018, Prigioni ingressou no Brooklyn Nets como assistente técnico. Durante a temporada de 2018-19, os Nets voltaram aos playoffs da NBA pela primeira vez desde 2015.

### Minnesota Timberwolves (2019–Presente)
Em 7 de junho de 2019, Prigioni foi contratado pelo Minnesota Timberwolves como assistente técnico. Ele treinou os Wolves na Summer League de Las Vegas de 2019 e foi encarregado do ataque da equipe na temporada seguinte.

## Carreira na seleção
Como membro da Seleção Argentina, Prigioni ganhou as medalhas de bronze na Copa América de 2009, prata na Copa América de 2003 e de 2007 e a de ouro na Copa América de 2011. 
Prigioni também foi membro da seleção argentina que ganhou a medalha de bronze nos Jogos Olímpicos de Verão de 2008.

## Estatísticas da carreira

### EuroLeague
| Ano      | Equipe      | PJ  | PT  | MPJ  | AP   | 3P   | LL   | RT  | AS  | BR  | TO | PPJ |
| -------- | ----------- | --- | --- | ---- | ---- | ---- | ---- | --- | --- | --- | -- | --- |
| 2003–04  | Baskonia    | 20  | 10  | 22.7 | .452 | .409 | .810 | 2.1 | 4.0 | 1.9 | .2 | 6.0 |
| 2004–05  | Baskonia    | 21  | 7   | 19.5 | .394 | .313 | .893 | 2.0 | 3.0 | 1.1 | .0 | 4.4 |
| 2005–06  | Baskonia    | 25  | 22  | 27.1 | .462 | .368 | .837 | 2.1 | 6.2 | 2.2 | .0 | 5.8 |
| 2006–07  | Baskonia    | 23  | 13  | 25.3 | .442 | .352 | .913 | 2.8 | 4.7 | 2.5 | .0 | 6.6 |
| 2007–08  | Baskonia    | 25  | 2   | 23.7 | .375 | .327 | .902 | 2.7 | 4.1 | 1.5 | .0 | 7.0 |
| 2008–09  | Baskonia    | 21  | 19  | 26.6 | .433 | .427 | .545 | 2.5 | 4.3 | 1.5 | .0 | 6.4 |
| 2009–10  | Real Madrid | 20  | 19  | 27.6 | .422 | .328 | .861 | 2.5 | 4.3 | 1.5 | .1 | 7.0 |
| 2010–11  | Real Madrid | 18  | 13  | 25.5 | .370 | .344 | .762 | 2.6 | 3.4 | 1.4 | .0 | 5.4 |
| 2011–12  | Baskonia    | 10  | 6   | 28.6 | .439 | .308 | .846 | 3.2 | 4.6 | 2.2 | .0 | 7.3 |
| 2016–17  | Baskonia    | 3   | 0   | 8.7  | .000 | .000 | .000 | 1.7 | 2.0 | .7  | .0 | 0.0 |
| Carreira | Carreira    | 186 | 111 | 23.5 | .378 | .317 | .736 | 2.4 | 4.0 | 1.6 | .0 | 5.5 |

### NBA

#### Temporada regular
| Ano      | Equipe        | PJ  | PT | MPJ  | AP   | 3P   | LL   | RT  | AS  | BR  | TO | PPJ |
| -------- | ------------- | --- | -- | ---- | ---- | ---- | ---- | --- | --- | --- | -- | --- |
| 2012–13  | New York      | 78  | 18 | 16.2 | .455 | .396 | .880 | 1.8 | 3.0 | .9  | .0 | 3.5 |
| 2013–14  | New York      | 66  | 27 | 19.4 | .461 | .464 | .917 | 2.0 | 3.5 | 1.0 | .0 | 3.8 |
| 2014–15  | New York      | 43  | 3  | 18.5 | .422 | .374 | .846 | 1.9 | 2.4 | 1.2 | .0 | 4.7 |
| 2014–15  | Houston       | 24  | 0  | 17.7 | .343 | .275 | .867 | 1.6 | 2.8 | 1.1 | .0 | 3.0 |
| 2015–16  | L.A. Clippers | 59  | 3  | 13.9 | .374 | .295 | .875 | 1.9 | 2.2 | .9  | .0 | 3.6 |
| Carreira | Carreira      | 270 | 51 | 17.1 | .411 | .360 | .877 | 1.8 | 2.7 | 1.0 | .0 | 3.7 |

#### Playoffs
| Ano      | Equipe        | PJ | PT | MPJ  | AP   | 3P   | LL   | RT  | AS  | BR  | TO | PPJ |
| -------- | ------------- | -- | -- | ---- | ---- | ---- | ---- | --- | --- | --- | -- | --- |
| 2013     | New York      | 11 | 10 | 20.9 | .395 | .433 | .500 | 1.5 | 3.2 | 1.3 | .1 | 4.5 |
| 2015     | Houston       | 17 | 0  | 17.2 | .333 | .293 | .750 | 1.1 | 2.3 | .9  | .0 | 3.1 |
| 2016     | L.A. Clippers | 5  | 0  | 5.2  | .000 | .000 | .000 | .6  | 1.4 | .0  | .0 | .0  |
| Carreira | Carreira      | 33 | 10 | 14.4 | .242 | .242 | .416 | 1.0 | 2.3 | .7  | .0 | 2.5 |